# فیات آیدیا
فیات آیدیا (Fiat Idea) خودرویی است که از سال ۲۰۰۳—کنون در تورین و میناس گرایس و برزیل تولید شده‌است.
این خودرو در کلاس مینی ام‌پی‌وی قرار گرفته و طراحی آن خودروهای موتور جلو-محور جلو بوده وزن آن در حالت طبیعی ۱٬۲۷۵ کیلوگرم (۲٬۸۱۱ پوند) است. سیستم جعبه‌دندهٔ آن ۶ دنده به دو صورت خودکار و دستی است.